# Rugby Viadana 2007-2008

## Super 10 2007-08

### Stagione regolare
| Incontro                  | Andata | Ritorno |
| ------------------------- | ------ | ------- |
| Amatori Catania — Viadana | 21-37  | 3-62    |
| GRAN Parma — Viadana      | 13-20  | 11-20   |
| Viadana — Calvisano       | 29-18  | 13-15   |
| Viadana — Parma           | 33-34  | 27-17   |
| Viadana — Rovigo          | 23-19  | 14-25   |
| Petrarca — Viadana        | 17-11  | 16-20   |
| Viadana — Benetton        | 33-0   | 13-17   |
| Capitolina — Viadana      | 20-16  | 12-18   |
| Viadana — Veneziamestre   | 28-13  | 18-20   |

#### Risultati della stagione regolare
| Posizione | G  | V  | N | P | PF  | PS  | DP   | B  | Pt |
| --------- | -- | -- | - | - | --- | --- | ---- | -- | -- |
| 3ª        | 18 | 11 | 0 | 7 | 441 | 298 | +143 | 10 | 54 |

### Fase finale
| Turno | Incontro           | Andata | Ritorno |
| ----- | ------------------ | ------ | ------- |
| SF    | Viadana — Benetton | 20-16  | 21-30   |

## Coppa Italia 2007-08

### Prima fase

#### Girone B
| Incontro                  | Risultato |
| ------------------------- | --------- |
| Viadana — Amatori Catania | 37-13     |
| Parma — Viadana           | 20-12     |
| Capitolina — Viadana      | 18-19     |
| Viadana — Calvisano       | 27-17     |

#### Risultati del girone B
| Posizione | G | V | N | P | PF | PS | DP  | B | Pt |
| --------- | - | - | - | - | -- | -- | --- | - | -- |
| 2ª        | 4 | 3 | 0 | 1 | 95 | 68 | +27 | 2 | 14 |

### Fase finale
| Turno | Incontro           | Risultato |
| ----- | ------------------ | --------- |
| SF    | Petrarca — Viadana | 12-8      |

## Supercoppa d’Italia 2007
| Incontro           | Risultato |
| ------------------ | --------- |
| Viadana — Benetton | 12-6      |

## Heineken Cup 2007-08

### Prima fase

#### Girone 4
| Incontro                   | Andata | Ritorno |
| -------------------------- | ------ | ------- |
| Viadana — Biarritz         | 11-19  | 16-21   |
| Glasgow Warriors — Viadana | 41-31  | 18-15   |
| Saracens — Viadana         | 71-7   | 34-26   |

#### Risultati del girone 4
| Posizione | G | V | N | P | PF  | PS  | DP   | B | Pt |
| --------- | - | - | - | - | --- | --- | ---- | - | -- |
| 4ª        | 6 | 0 | 0 | 6 | 106 | 208 | -102 | 3 | 3  |

## Verdetti
- Viadana vincitore della Supercoppa d’Italia 2007.
- Viadana qualificato alla European Challenge Cup 2008-2009.